# Лузанівський маяк
Луза́нівський мая́к — маяк на березі Чорного моря в Одеському районі Одеської області України. Навігатор для Одеського та Південного морських портів.

## Опис
Лузанівський маяк є одним з наймолодших маяків Одеського регіону. Ця споруда була побудована у 1972 році зі збірних залізобетонних елементів у селищі Ліски в районі мису Північний Одеський як навігаційний вогонь і спочатку носила назву «Одеський Північний навігаційний знак».
У верхній частині башти було встановлено дерев'яний щит видимості у вигляді циліндра. У 1979 році башту обладнали новим світлооптичним приладом. Дальність видимості вогню стала близько 16 морських миль і споруда отримала статус маяка, який назвали «Лузанівський». У 1999 році відбувся останній капітальний ремонт маяка.
На 2019 рік маяк працює в автоматичному режимі та має резервний вогонь. Лузанівський маяк освітлює підходи до морських портів «Одеса» та «Південний». Лузанівський — найнижчий з існуючих на території Одещини маяків. Його висота від основи складає лише 10 метрів, проте висота вогню від рівня моря — 56 м, а дальність видимості вогню — 16 морських миль.